# Priboaia, Argeș
Priboaia este un sat în comuna Bălilești din județul Argeș, Muntenia, România.
Este recunoscut ca fiind un sat cu traditie in arta olaritului, peste 50% din populatie fiind implicati in aceasta activitate. Produsele (ulcioare, castroane, etc) le valorificau la targurile saptamanale si la Sarbatorile Legale.